# Rhamphomyia sanctimauritii
Rhamphomyia sanctimauritii är en tvåvingeart som beskrevs av Becker 1887. Rhamphomyia sanctimauritii ingår i släktet Rhamphomyia och familjen dansflugor. Inga underarter finns listade i Catalogue of Life.